# Lee Sharpe
Pour les articles homonymes, voir Sharpe.
Lee Stuart Sharpe est un footballeur anglais né le 27 mai 1971 à Halesowen.

## Biographie
Né le 27 mai 1971 dans un milieu ouvrier, Lee Stuart Sharpe reste pour certains supporters anglais nostalgiques des années 80 comme un joueur "sacrifié sur l'autel du changement"

 Lee connaît sa première expérience au niveau professionnel sur le tard, avec un essai au centre de formation de Birmingham à 15 ans. Le recruteur le juge très doué, mais pas suffisamment sérieux pour être ùu il est recruté comme stagiaire après un essai concluant. Manchester United le recrute au bout d'un an à peine, pour 180 000 £, un record pour un stagiaire. 

### Années à Manchester
Ses premières saisons se passent bien, il a un temps de jeu conséquent et se fait remarquer comme un bon ailier. Il confirmera la saison suivante, en 1990-1991, en s'imposant comme un titulaire indiscutable, remporte la Coupe d'Europe des Vainqueurs de Coupe, marque un triplé mémorable contre Arsenal pour une victoire 6 à 2. Sa saison est logiquement récompensée par le trophée du meilleur joueur de l'année et il est appelé en équipe d'Angleterre. Alors que sa carrière s'annonce sous les meilleurs auspices, il est tenu éloigné des terrains plusieurs mois par des blessures à répétition et se retrouve à son retour barré par le jeune Ryan Giggs. Les saisons suivantes il perd progressivement sa place de titulaire dans l'équipe, et commence à être visé par les tabloïds pour son comportement extra sportif et son penchant pour la fête. Comportement également mal vu par Alex Ferguson. Mais des départs et des blessures lui permettent de regagner du temps de jeu à partir de 1995, il réalise des performances correctes mais commence à décliner vers 1996. Indésirable à Manchester, visé par une enquête sur une prise de stupéfiants avant un match (sans suite), il est vendu à Leeds United, qui verse la somme énorme pour l'époque de 4,5 millions de £. 

### Le déclin
Après une bonne première saison à Leeds, il se blesse aux ligaments croisés et rate toute la saison 1997-1998. Il n'entre plus dans les plans de son entraineur et est prêté deux mois à la Sampdoria Gênes, puis est prêté à Bradford City AFC en deuxième division. Malgré des difficultés d'adaptation, il aide Bradford à remonter en première division et est acheté par le même club pour 250 000 £, soit une moins-value de plus de 4 millions pour Leeds. Après un maintien en 1999-2000 malgré une blessure à la hanche en début de saison, Bradford en difficulté sportive et économique est relégué. Sharpe est prêté à Portsmouth fin 2000, puis est libéré par Bradford en 2002. Après deux essais infructueux en troisième division, il rejoint Exeter City en quatrième division, mais part en novembre. Il ne reçoit qu'une seule offre concrète, émanant du club de UG Grindavík en première division islandaise. Il est renvoyé trois mois plus tard pour une infraction au règlement concernant les sorties et annonce sa retraite. Il jouera cependant quelques matches avec Garforth Town, un club très ambitieux de la région de Leeds en neuvième division avant d'arrêter définitivement.

## Sélection nationale
Lee Sharpe est international à 8 reprises chez les A entre 1991 et 1995 après avoir été international chez les moins de 21 ans anglais de 1989 à 1990 (8 sélections également). Il n'inscrit aucun but.

## Clubs Successifs
- 1988-1989 : Torquay United  Angleterre
- 1988-1996 : Manchester United  Angleterre
- 1996-1999 : Leeds United  Angleterre
- 1998-1999 : Sampdoria  Italie
- 1998-2001 : Bradford City AFC  Angleterre
- 2000-2001 : Portsmouth  Angleterre
- 2001-2002 : Bradford City AFC  Angleterre
- 2001-2002 : Exeter City  Angleterre
- 2003-2004 : UG Grindavík  Islande
- 2003-2004 : Garforth Town  Angleterre

## Palmarès

### En club
- Vainqueur de la Coupe d'Europe des Vainqueurs de Coupe en 1991 avec Manchester United
- Champion d'Angleterre en 1993, en 1994 et en 1996 avec Manchester United
- Vainqueur de la Coupe d'Angleterre en 1990, en 1994 et en 1996 (ne joue pas la finale) avec Manchester United
- Vainqueur du Charity Shield en 1994 avec Manchester United
- Vice-champion d'Angleterre en 1992 et 1995 avec Manchester United
- Finaliste de la Coupe d'Angleterre en 1995 avec Manchester United

### EnÉquipe d'Angleterre
- 8 sélections et entre 1991 et 1995

### Distinction individuelle
- Élu Meilleur jeune joueur de l'année PFA en 1991